# Zanddiamanten
Zanddiamanten (Frans:  Diamants de Sable) is het 31ste album uit de Franco-Belgische strip Tanguy en Laverdure van Patrice Buendia & Frédéric Zumbiehl (scenario) en Sébastien Philippe (tekening).
Het verhaal verscheen in het Frans bij uitgeverij Dargaud in 2018, de Nederlandse uitgave bij Arboris volgde pas in maart 2021. Dit was het eerste deel van een tweeluik dat werd vervolgd in De sabel van de woestijn. 

## Het verhaal
Tanguy en Laverdure worden naar het fictieve koninkrijk Dahman gestuurd in het Midden-Oosten, dat bedreigd wordt door buurland Nijaq. Ter plaatse maken ze kennis met de piloten Ayman en Jalal. Tijdens een vlucht onderscheppen ze een Pilatus die ze naar de luchthaven begeleiden. Bij onderzoek blijkt dat deze zanddiamanten vervoerde, een soort drugs. Al snel blijkt dat de Pilatus een toestel is van de prins. Ze worden ontboden op het paleis van koning Haroun IV. Daar ontdekken ze dat het toestel gestolen was en ook dat de prins niemand minder dan Ayman is, die ze al van de basis kennen. Later blijkt dat Ayman een verrader is... 